# Mycosphaerella mozambica
Mycosphaerella mozambica är en svampart som beskrevs av Arzanlou & Crous 2008. Mycosphaerella mozambica ingår i släktet Mycosphaerella och familjen Mycosphaerellaceae.   Inga underarter finns listade i Catalogue of Life.